# La Grange (Texas)
La Grange és una població dels Estats Units a l'estat de Texas. Segons el cens del 2008 tenia 4.709 habitants.

## Demografia
Segons el cens del 2000, La Grange tenia 4.478 habitants, 1.792 habitatges, i 1.146 famílies. La densitat de població era de 484,3 habitants/km².
Dels 1.792 habitatges en un 31% hi vivien nens de menys de 18 anys, en un 48,8% hi vivien parelles casades, en un 10,7% dones solteres, i en un 36% no eren unitats familiars. En el 32,8% dels habitatges hi vivien persones soles el 18,4% de les quals corresponia a persones de 65 anys o més que vivien soles. El nombre mitjà de persones vivint en cada habitatge era de 2,43 i el nombre mitjà de persones que vivien en cada família era de 3,08.
Per edats la població es repartia de la següent manera: un 25,3% tenia menys de 18 anys, un 9,2% entre 18 i 24, un 25,3% entre 25 i 44, un 19,3% de 45 a 60 i un 20,9% 65 anys o més.
L'edat mediana era de 38 anys. Per cada 100 dones de 18 o més anys hi havia 85,1 homes.
La renda mediana per habitatge era de 31.392$ i la renda mediana per família de 39.718$. Els homes tenien una renda mediana de 28.631$ mentre que les dones 21.023$. La renda per capita de la població era de 15.288$. Aproximadament el 9,2% de les famílies i el 13,4% de la població estaven per davall del llindar de pobresa.

## Poblacions més properes
El següent diagrama mostra les poblacions més properes.